# عشق‌آباد (فریمان)
عشق‌آباد (فریمان)، روستایی از توابع بخش مرکزی شهرستان فریمان در استان خراسان رضوی ایران است.

## جمعیت
این روستا در دهستان فریمان قرار دارد و براساس سرشماری مرکز آمار ایران در سال ۱۳۸۵، جمعیت آن ۱٬۰۳۸ نفر (۲۴۴خانوار) بوده‌است.